# Gabrielle Anwarová
Gabrielle Anwarová (* 4. února 1970 Laleham, Surrey) je anglická herečka žijící v USA.

## Herecká kariéra
Vystudovala londýnskou Italia Conti Academy of Theatre Arts a debutovala v roce 1988 menší rolí ve filmu Dušana Makavejeva Manifesto. Počátkem devadesátých let odešla se svým partnerem Craigem Shefferem do Hollywoodu. Popularitu jí přinesly role Donny ve filmu Martina Bresta Vůně ženy a královny Anny ve Třech mušketýrech Stephena Hereka. V roce 1994 ji časopis People zařadil na seznam padesáti nejkrásnějších lidí světa. Hrála Markétu Tudorovnu v seriálu Tudorovci, Fionu v seriálu Status: Nežádoucí a Lady Tremaine v seriálu Bylo, nebylo.

## Osobní život
Jejím otcem je Tariq Anwar, filmový střihač a producent s indickými a rakousko–židovskými kořeny. Matkou je herečka Shirley Hillsová. Má tři děti, jejím manželem je od roku 2015 Shareef Malnik. V roce 2008 získala americké občanství.

## Filmografie
- 1988 Manifesto
- 1991 Divoká srdce nelze zlomit
- 1991 Přísně tajné prázdniny
- 1992 Vůně ženy
- 1993 Lupiči těl
- 1993 Poslíček
- 1993 Tři mušketýři
- 1995 Co dělat v Denveru, když člověk nežije
- 1995 Nevinné lži
- 1996 Hrob
- 1997 Kolize
- 1997 Nevada
- 1998 Králové pláže
- 1999 Panství
- 1999 Kimberly
- 2000 Obviněn
- 2001 Panika
- 2006 Bažina
- 2006 Zavražděné děti
- 2011 Domácí záležitosti
- 2019 Poslední léto